# Rubén Martínez Huelmo
Rubén Martínez Huelmo est un homme politique uruguayen, élu en 2009 député sur la liste 609 du Mouvement de participation populaire (MPP). Il n'est toutefois pas membre du MPP, mais, aux côtés du sénateur Jorge Saravia, de Participación Masoller, qui fait partie de l'Espace 609 formé par le MPP.
Martínez Huelmo était à l'origine membre du Parti blanco, et accompagna en 1987 le sénateur Gonzalo Aguirre Ramírez dans sa fondation de la tendance Renovación y Victoria. Il fut ainsi élu député de Montevideo aux élections de 1989. En 1994, Aguirre se présenta en tant que candidat à la présidence, tandis que Martínez Huelmo prit ses distances pour soutenir Alberto Volonté. Il ne fut toutefois pas réélu.
Il participa ensuite, aux côtés de Jorge Saravia, au groupe de dirigeants blancos qui fondèrent la Colonne Blanche, et qui décidèrent de quitter le Parti national (bblanco) pour s'associer au Mouvement de participation populaire (MPP), fondé par d'ex-guérilleros Tupamaros. Il fut ainsi élu député du Front large, sur la liste 609, en 2004, et réélu en 2009.
Au Parlement, il a soutenu la déclaration faisant du guarani une langue officielle du Mercosur, aux côtés de l'espagnol et du portugais,.
Le groupe Participación Masoller a appuyé la précandidature présidentielle de José Mujica, qui a été élu président en novembre 2009.